# بثينة بنت تيمور
بثينة بنت تيمور بن فيصل آل بو سعيد (10 أكتوبر 1937-) هي ابنة السلطان تيمور بن فيصل سلطان عمان ومسقط السادس وهي عمة سلطان عمان السابق قابوس بن سعيد. والدتها هي «كيوكو أوياما» من أصول يابانية كانت تعمل موظفة في جمرك ميناء كوبي (أو كوبه). تزوجها السلطان تيمور بن فيصل أثناء زيارته إلى اليابان.

## النشأة
توفيت والدتها بمرض السل الرئوي عن عمر يناهز 29 عاما، في ذلك الوقت كان السلطان تيمور بن فيصل مسافراً إلى عُمان لقضاء بعض الأعمال الخاصة به. وفور سماعه بهذا الخبر سارع بالعودة إلى اليابان للمشاركة في تشييع زوجته، وأيضاً لاستلام ابنته بُثينة والرجوع بها إلى عُمان كي تتربى تحت رعاية زوجته الأولى فاطمة بنت علي آل سعيد (1902-1967) والدة ابنه البكر السلطان سعيد بن تيمور.
عادت الأميرة بُثينة إلى عُمان عام 1940، مُودعةً خالاتها الثلاث على أمل لقاء قريب، قائلة لهن: «سأعود إليكن يا خالاتي، ومعي جمل صغير في حقيبتي»، إلا أن هذا الفراق قد طال بسبب ظروف الحرب العالمية الثانية وانقطاع الاتصالات بين الدول، فلم تلتق الأميرة بُثينة بنت تيمور آل سعيد بخالاتها إلا في عام 1978 عندما وصلت إلى اليابان بعد غياب 38 سنة لزيارة قبر والدتها.
تزوجت الأميرة بُثينة في عُمان، وأنجبت ابناً عمل طياراً لعدة لسنوات في شركة طيران الخليج بمقرها الرئيس في البحرين.